# Paulo Núncio
Paulo de Faria Lynce Núncio (Lisboa, 23 de Janeiro de 1968) é um advogado português, que foi Secretário de Estado dos Assuntos Fiscais de Portugal entre 2011 e 2015. Atualmente, desempenha as funções de deputado à Assembleia da República, presidente do grupo parlamentar e vice-presidente do CDS-PP.

## Biografia
Filho de Luís Lynce Núncio (9 de Março de 1938), sobrinho paterno de João Branco Núncio, sobrinho-bisneto do 1.º Visconde de Alcácer do Sal, e de sua mulher é prima-irmã Maria Teresa Lynce de Abreu de Faria (Lisboa, São Sebastião da Pedreira, 17 de Agosto de 1939), irmã de Pedro Augusto Lynce de Abreu de Faria, sobrinha-bisneta do 1.º Conde de Valenças e trineta do 1.º Visconde de Monte São, sobrinha-7.ª neta do 3.º Conde de Avintes de juro e herdade, 1.° Conde de Lavradio e 1.º Marquês de Lavradio de juro e herdade, 14.ª e 15.ª neta do 1.º Conde da Feira, 14.ª e 15.ª neta do 1.º Conde de Abrantes, 14.ª neta do 1.º Conde de Vimioso e 9.ª neta do 1.º Conde das Galveias. Tem dois irmãos e uma irmã e é duas vezes primo em segundo grau de António Carlos de Bivar Branco de Penha Monteiro.
Casado com Marta Maria Rodrigues Cardoso Roque (12 de Agosto de 1968), tem quatro filhos e filhas.
Jogou rugby no Centro Desportivo Universitário de Lisboa (CDUL) e foi internacional júnior de rugby por Portugal entre 1984 e 1987.
Estudou na Escola Ave-Maria, no Liceu Francês Charles Lepierre, ambos em Lisboa, e licenciou-se em Direito pela Faculdade de Direito, da Universidade Católica Portuguesa, em 1991.
É um advogado português desde 1994, especialista em Direito Fiscal, nomeadamente em matérias de IRC, direito fiscal internacional e reorganização e reestruturação de empresas.
Foi Secretário de Estado dos Assuntos Fiscais entre 2011 e 2015 nos XIX e XX Governos Constitucionais de Portugal.
Foi um dos responsáveis pela Plataforma “Não Obrigada” que fez campanha contra a liberalização do aborto no referendo em 2007.
Foi membro da Comissão Executiva do Observatório de Taxas e Contribuições], criado no âmbito do Centro de Estudos de Direito Publico e Regulação (CEDIPRE) da Universidade de Coimbra.
Foi Professor Auxiliar Convidado da Universidade Nova de Lisboa, responsável pela disciplina de fiscalidade no Mestrado em Direito e Gestão (Master in Law and Management), promovido pela School Business and Economics] em conjunto com a Faculdade de Direito da Universidade Nova de Lisboa. 
Colunista do jornal Observador e do jornal ECO – Economia

## Percurso Profissional

### Advocacia
Paulo Núncio começou a sua carreia profissional em 1992, como estagiário nos Serviços Jurídicos (Legal Services) da Comissão Europeia, em Bruxelas.
No ano seguinte, integra a equipa de advogados na sociedade Luiz Gomes & Associados e, em 1997 torna-se advogado fiscalista na Morais Leitão, Galvão Teles, Soares da Silva e Associados (Morais Leitão). Em 2004, é reconhecido como Advogado Especialista em Direito Fiscal pela Ordem dos Advogados.
Em 2007, é considerado “um dos advogados portugueses em maior ascensão na área do Direito Fiscal”, e 2008 torna-se sócio da sociedade de advogados Garrigues], uma das maiores sociedades de advogados da Europa continental.
No período em que exerce a sua actividade como sócio do departamento fiscal, a Garrigues é reconhecida como a “Melhor Firma na área fiscal em Portugal” (tax firm of the year) por duas vezes consecutivas - nos anos de 2010 e 2011 - no âmbito dos European Tax Awards atribuídos pela International Tax Review.

### Actividade Política e participação no Governo
Iniciou a sua vida política em 1989 no CDS. Foi membro da Comissão Executiva do CDS-PP entre 2005 e 2007 e entre 2014 e 2016. É atualmente Vice-Presidente do CDS-Partido Popular (mandato 2022-2024).
Foi ainda membro da Comissão Política Nacional do CDS-PP entre 1992 e 1996, entre 2012 e 2014 e foi eleito novamente como membro da Comissão Política Nacional para o triénio 2016 a 2018. Foi ainda Presidente do Conselho Nacional de Jurisdição do CDS-PP entre 1996 e 1998.
Em Abril de 2011 integra a delegação do CDS, que se reúne com a troika no âmbito do processo de negociação do programa da ajuda externa.
Na sequência das eleições legislativas de 2011, em que o PSD e o CDS-PP celebraram uma coligação governativa pós-eleitoral, foi convidado para integrar a equipa do XIX Governo Constitucional como Secretário de Estados dos Assuntos Fiscais, cargo que ocupou até Outubro de 2015.
Depois das eleições legislativas de Outubro de 2015, em que o PSD e o CDS/PP celebraram uma nova coligação governamental, foi convidado para exercer funções governativas como Secretário de Estado dos Assuntos Fiscais do XX Governo Constitucional, que durou até Novembro do mesmo ano.
Durante os seus dois mandatos como Secretário de Estado dos Assuntos Fiscais, entre 2011 e 2015, foram aprovadas diversas reformas fiscais, nomeadamente: 
a) Reforma da Administração Fiscal, com a criação da  Autoridade Tributária e Aduaneira]
b) Conclusão da Reforma de Tributação do Património, com a realização da Avaliação Geral dos prédios urbanos  e criação do IMI Familiar
c) Reforma da Facturação Electrónica, com o lançamento do programa e-factura
d) Reforma do Regime Penal Tributário, com o agravamento das penas de prisão para os crimes fiscais mais graves
e) Reforma do IRC, com a redução da taxa de 25% para 21%
f) Reforma do IRS, com a criação do quociente familiar para as famílias com filhos
g) da Fiscalidade Verde], com a criação de incentivos fiscais para automóveis eléctricos e híbridos
h) Reforma do Regime Fiscal dos Fundos de Investimento
Fez parte do Governo que reduziu o défice orçamental de 11,2% em 2010 para 3% em 2015 (excluindo 1,4% relativo ao apoio público ao Banif).
De acordo com o Eurostat, o défice orçamental de 2015 foi de 2,8%, sem as ajudas financeiras ao sector bancário (contabilizadas em 1,6%).
A receita fiscal desempenhou um papel relevante no processo de consolidação orçamental, que permitiu a Portugal cumprir e sair do Programa de Ajustamento Económico e Financeiro em 2014. Com efeito, a receita fiscal em contabilidade nacional passou de 38.368 milhões de euros em 2010 para 45.530 milhões de euros em 2015, num aumento de 7.162 milhões de euros (+18%).
Entre 2011 e 2015 foram aprovados dois planos Plurianuais de Combate à Fraude e Evasão Fiscais (o primeiro referente ao período 2012/2014 e o segundo referente ao período 2015/2017).
Em 2013 foi lançado o programa e-fatura. Nesse ano, foram comunicadas à Autoridade Tributária 4,3 mil milhões de faturas emitidas pelos agentes económicos. Em 2015, no âmbito deste programa, foram comunicadas à Autoridade Tributária mais de 5,2 mil milhões de faturas. 
Em 2013, Portugal ocupou o 7.º lugar no ranking dos países da União Europeia com nível mais baixo de evasão fiscal em IVA. O nível de evasão fiscal em IVA (GAP do IVA) em Portugal foi de apenas 9% em 2013. À frente de Portugal posicionaram-se apenas os países nórdicos e da Europa Central, sendo que o nível de evasão em Portugal é praticamente igual ao de França, o país classificado em 6.º lugar e, muito à frente de economias como a da Alemanha (11,2%), da Dinamarca (9,3%), do Reino Unido (9,8%), de Espanha (16,5%) e de Itália (33,6%).

### Regresso à Advocacia
Em Janeiro de 2016, regressou à Morais Leitão, Galvão Teles, Soares da Silva e Associados] (Morais Leitão), como consultor na equipa de direito fiscal, tendo sido nomeado sócio contratado em 2019].
Nos 2020, 2021 e 2022, a Morais Leitão foi reconhecida por 3 vezes consecutivas como a “Melhor Firma na área fiscal em Portugal” (tax firm of the year), no âmbito dos European Tax Awards atribuídos pela International Tax Review.
Paulo Núncio é também autor de diversos artigos sobre matérias fiscais em revistas nacionais e internacionais e participa regularmente em conferências sobre matérias fiscais.  
É membro da Associação Fiscal Portuguesa], da Associação Portuguesa dos Consultores Fiscais, do Internacional Bar Association] (IBA) e do International Fiscal Association (IFA).

### Prémio de Carreira
Em Junho de 2016, foi considerado como personalidade do ano nos prémios “Melhores Fundos 2016”, numa iniciativa da Portuguesa de Fundos de Investimento, Pensões e Património], que distingue os melhores fundos de investimento das sociedades gestoras portuguesas.

### Outros temas
Em Outubro de 2016, um ano depois do XX Governo ter cessado funções, a Autoridade Tributária (AT) detectou uma falha do programa informático (PowerCenter) que tratava as declarações submetidas pelos Bancos relativamente às transferências bancárias realizadas para paraísos fiscais. A falha detectada permitiu concluir que o referido programa informático não tinha processado correctamente parte de 20 declarações submetidas por 14 Bancos entre 2013 e 2016 (das quais 11 declarações foram submetidas apenas no verão de 2015, 3 declarações submetidas depois de Outubro de 2015 e 4 declarações entregues já em 2016), no total de cerca de 10 mil milhões de euros. No entanto, em virtude do alargamento do prazo de caducidade para 12 anos aprovado pelo XIX governo, a AT tem até 2024 para inspeccionar e liquidar todos os impostos eventualmente devidos referentes a estas transferências.
Em resultado da detecção daquela falha informática, a Inspecção Geral de Finanças (IGF) realizou uma auditoria ao sistema de informação e controlo das declarações de transferências transfronteiriças pela Autoridade Tributária, a solicitação do Secretário de Estado dos Assuntos Fiscais. Nesta auditoria a IGF foi assessorada por dois professores catedráticos do Instituto Superior Técnico, na qualidade de peritos independentes.
Em Junho de 2017, a IGF publicou o relatório da referida auditoria, tendo concluído que:
(i)  “'Dos resultados preliminares da IGF e da peritagem efectuada pelo IST concluiu-se que as anomalias no tratamento informático das declarações modelo 38 resultaram da combinação de factores tecnológicos relativos à aplicação (workflow), à infraestrutura (PowerCenter) e à configuração na base de dados (DB2).'
(ii) 'Face aos mútiplos testes e à intervenção de um conjunto alargado de especialistas e do próprio fabricante do PowerCenter, os peritos consideram como extremamente improvável que a alteração do comportamento da aplicação, a partir de 2013, tenha resultado de uma intervenção humana deliberada para evitar o tratamento integral das declarações modelo 38.' ”
As conclusões do relatório da IGF, que ilibaram o Secretário de Estado dos Assuntos Fiscais Paulo Núncio de responsabilidades neste caso, foram também confirmadas pelos últimos 3 directores gerais da AT que, em declarações prestadas no Parlamento, rejeitaram qualquer tipo de intervenção ou interferência política neste caso, bem como pelo Inspector Geral das Finanças que, também em declarações no Parlamento, afirmou não haver qualquer evidência de intervenção humana ou interferência política nesta situação.
Em Junho de 2017, PSD e o CDS vieram a público exigir que o governo socialista corrigisse “acusações infundadas” a Paulo Núncio, depois da auditoria da IGF ter afastado a possibilidade de “mão humana” na falha informática na fiscalização das transferências para offshores.
No dia 8 de Março de 2023, o Ministério Publico arquivou o processo relativo às transferências para paraísos fiscais e ilibou totalmente o ex Secretário de Estado Paulo Núncio de qualquer responsabilidade. A investigação do MP provou 4 factos: (i) houve uma falha informática; (ii) não existiu qualquer intervenção humana nessa falha; (iii) todas as declarações dos bancos foram devidamente fiscalizadas pela Autoridade Tributária e Aduaneira (AT); (iv) e não ocorreu qualquer perda de receita fiscal, tendo sido cobrados todos os impostos relativas àquelas transferências para paraísos fiscais. Esta decisão de arquivamento do Ministério Público confirmou na íntegra a auditoria da Inspeção-Geral de Finanças realizada julho de 2017.
No dia 15 de Março de 2023, o Presidente do CDS-PP, Nuno Melo, exigiu um pedido de desculpas de António Costa e de Ana Gomes pelas “acusações e insinuações” feitas a Paulo Núncio, depois de o Ministério Público ter decidido arquivar o caso conhecido como “apagão fiscal”. Nuno Melo lamentou que Paulo Núncio tenha sido alvo de “insinuações torpes e falsas promovidas pelo primeiro-ministro, António Costa, dentro e fora do Parlamento, e pela ex-eurodeputada Ana Gomes”, acusando-os de terem instrumentalizado a justiça com falsidades e insinuações torpes para puro aproveitamento partidário.   
1. ↑  Portal do Governo de Portugal
2. ↑  «"Não, Obrigada!" em chat». TVI 24
3. ↑  «Rádio Universidade de Coimbra»
4. ↑  «Observatório de Taxas & Contribuições»
5. ↑  Advocatus. «Paulo Núncio docente em mestrado sobre Direito e Gestão». Arquivado do original em 28 de outubro de 2016
6. ↑  «Mestrado de Direito e Gestão» (PDF)
7. ↑  «Paulo Núncio é colunista no ECO». ECO - Economia Online
8. ↑  «Garrigues Portugal incorpora Paulo Núncio». TVI 24
9. ↑  «International Tax Review European Tax Awards 2010»
10. ↑  «International Tax Review European Tax Awards»
11. ↑  «Reunião da 'troika' com o CDS-PP terminou». Jornal de Notícias
12. ↑  «XIX Governo Constitucional Português»
13. ↑  «XX Governo Constitucional Português»
14. ↑  «Paulo Núncio fica com os Assuntos Fiscais». TVI 24
15. ↑  «Governo elimina oito das 21 direcções distritais de Finanças». Jornal de Negócios
16. ↑  «Fisco concluiu em Março avaliação de 4,9 milhões de prédios urbanos». Público
17. ↑  «Câmaras dão descontos no IMI a famílias com filhos». Dinheiro Vivo. 27 de agosto de 2015
18. ↑  «Paulo Núncio: Portugal está na dianteira a nível europeu no combate à fraude fiscal». Jornal de Negócios
19. ↑  «Fraude e evasão fiscais com penas agravadas». tvi24. 17 de outubro de 2011
20. ↑  RTP, RTP, Rádio e Televisão de Portugal -. «Governo quer agravar penas para fraude e evasão fiscal»
21. ↑  «Crimes fiscais passam a ir a julgamento sem excepção a partir de 2014»
22. ↑  «Mais de 140 pessoas cumpriram pena por fuga ao fisco nos últimos 3 anos». SIC Notícias
23. ↑  «Reforma do IRC aprovada pelo PSD, CDS e PS». Jornal de Negócios
24. ↑  «"A Reforma do IRC e a Recuperação da economia portuguesa", Paulo Núncio»
25. ↑  «"Reforma do IRS é pró-família", diz Paulo Núncio». Dinheiro Digital
26. ↑  «Dossier Estatístico de IRS 2013-2015» (PDF)[ligação inativa]
27. ↑  «O que importa saber sobre a reforma do IRS e a Fiscalidade Verde». Jornal de Notícias
28. ↑  «Alteração fiscal torna fundos de investimento nacionais mais atractivos». Económico
29. ↑  «Défice de 2015 ficou em 4,4% do PIB, com o Banif a pesar mais que o previsto». Observador
30. ↑  «Procedimento dos Défices Excessivos» (PDF). Instituto Nacional de Estatística. Arquivado do original (PDF) em 16 de agosto de 2016
31. ↑  «Eurostat: sem ajudas ao sector financeiro défice de 2015 ficava em 2,8%». Expresso
32. ↑  «Background notes on government interventions to support financial institutions» (PDF). Eurostat
33. ↑  «Análise da Conta das Administrações Públicas 2015» (PDF)
34. ↑  «Conta Geral do Estado». Direcção Geral do Orçamento
35. ↑  «Plano estratégico de Combate à Fraude e Evasão Fiscais e Aduaneiras 2012-2014» (PDF). Ministério das Finanças. Arquivado do original (PDF) em 6 de agosto de 2016
36. ↑  «Relatório de Atividades Desenvolvidas Combate à Fraude e Evasão Fiscais e Aduaneiras, 2014» (PDF). Portal do Governo de Portugal
37. ↑  «Plano Estrtégico de Combate à Fraude e Evasão Fiscais e Aduaneiras 2015-2017» (PDF)[ligação inativa]
38. ↑  «Relatório de Atividades Desenvolvidas Combate à Fraude e Evasão Fiscais e Aduaneiras, 2015» (PDF). Portal do Governo de Portugal. Arquivado do original (PDF) em 17 de agosto de 2016
39. ↑  «Governo lança 40 medidas prioritárias para combater fraude e evasão fiscal». Observador
40. ↑  «Portugal tem 7.º nível de evasão fiscal mais baixo da UE». TVI 24
41. ↑  «Portugal é um dos países da Europa onde menos se foge ao IVA». TSF
42. ↑  «Study to quantify and analyse the VAT Gap in the EU Member States» (PDF). 2015
43. ↑  «Paulo Núncio volta a advocacia na sociedade Morais Leitão». SIC Notícias
44. ↑  ECO (30 de maio de 2019). «Morais Leitão: Paulo Núncio e Tiago Silveira passam a sócios». ECO. Consultado em 5 de junho de 2019
45. ↑  «Paulo Núncio é a personalidade do ano nos fundos». Jornal de Negócios
46. ↑  Simões, Lígia (2 de junho de 2017). «Empresa fornecedora de software aponta falha informática no apagão fiscal». O Jornal Económico
47. ↑  Redação (8 de março de 2017). «Offshores: 18 das 20 declarações já teriam de ser fiscalizadas com o governo de Costa». O Jornal Económico
48. ↑  «Inspeção-Geral das Finanças afasta intervenção humana no apagão fiscal». SIC Notícias
49. ↑  «Saída de 10 mil M€ para offshore sem controlo do Fisco devido a anomalia informática». SIC Notícias
50. ↑  Simões, Lígia (27 de junho de 2017). «Offshores: IGF diz que intervenção humana no apagão fiscal é "extremamente improvável"». O Jornal Económico
51. ↑  «É um rombo para o Governo, são três bons secretários de Estado». SIC Notícias
52. ↑  Valente, Liliana. «Offshores. Ex-directores do Fisco acreditam em tese de erro informático». PÚBLICO
53. ↑  «Falha informática que permitiu transferências não teve mão humana»
54. ↑  Antunes, Rui Pedro. «Oposição exige que Costa se retrate sobre offshores». Observador. Consultado em 3 de novembro de 2017
55. ↑  «Offshore: PSD e CDS exigem que Governo reconheça "acusações infundadas" a Paulo Núncio». Jornal Expresso
56. ↑  «Offshore. PSD exige pedido de desculpas a Costa». Jornal Expresso
57. ↑  «Luís Montenegro: Costa deve um "pedido de desculpas" ao governo de Passos devido às acusações no caso das offshores». Jornal Expresso